# Dichaeta transversa
Dichaeta transversa är en tvåvingeart som först beskrevs av Walker 1853.  Dichaeta transversa ingår i släktet Dichaeta och familjen vattenflugor. Inga underarter finns listade i Catalogue of Life.